# Tynda (affluente del Giljuj)
La Tynda (in russo Тында?) è un fiume della Siberia Orientale, affluente di destra del Giljuj (bacino idrografico dell'Amur). Scorre nell'oblast' dell'Amur, in Russia. 
Il fiume ha origine sulle pendici meridionali dei monti Černyšëva dalla confluenza dei fiumi Igama e Maršigiri. Scorre principalmente in direzione nord-est fino alla confluenza del suo principale affluente - il Getkan - all'interno della città di Tynda, dopodiché gira verso est. Sfocia nel fiume Giljuj sulla destra a 362 km dalla foce, vicino al villaggio di Pervomajskoe. La sua lunghezza è di 154 km; il bacino del fiume è di 4280 km².
Il fiume ha un carattere montuoso. Fino agli anni '90 il fiume era profondo 5,13-5,17 metri, ma alcune sorgenti sotterranee si sono esaurite. Quindi nel 1998 il fiume era sceso di 3,2 metri e nel 2004 era diventato poco profondo. Molto spesso l'acqua gela sul fondo, poiché il fiume si trova nell'area del permafrost.